# 納迪內
47°34′41″N 36°50′12″E / 47.57806°N 36.83667°E
納迪內（烏克蘭語：Надійне）是位於烏克蘭東南部的村莊，由扎波羅熱州波洛希區的羅濟夫卡市鎮負責管轄。該村距離澤萊諾皮爾3公里，面積1.06平方公里，海拔高度172米，2001年人口60。